# 洛克沙砷
洛克沙砷（Roxarsone），或稱「洛克沙生」，正式名稱為「4-Hydroxy-3-nitrobenzenearsonic acid」，是一種有機砷化合物。目前被台灣、美國、日本、中國及拉丁美洲（歐盟除外）等許多國家列為動物用藥品，抗菌劑類藥，具抗生素和促進生長的作用。但後來發現容易經由食物鏈造成環境的無機砷污染（即砒霜），因此，1999年時歐盟已明令禁止使用洛克沙砷作為雞隻的飼料添加用藥物。目前各國所訂定雞肉中之殘留此毒物的容許量為0.5ppm。

## 外部連結
- J. R. Garbarino, A. J. Bednar, D. W. Rutherford, R. S. Beyer, and R. L. Wershaw. . Environ. Sci. Technol. 2003, 37 (8): 1509–1514. doi:10.1021/es026219q+S0013-936X(02)06219-3.
- Chiou P. W.-S.; Chen K.-L.; Yu B.;. . Journal of the science of food and agriculture. 1997, 74 (2): 229–236. doi:10.1002/(SICI)1097-0010(199706)74:2<229::AID-JSFA793>3.0.CO;2-F.
- R. L. Wershaw, J. R. Garbarino, and M. R. Burkhardt.  (PDF).   [2010-03-01]. （原始内容 (PDF)存档于2021-03-30）.
- KB Kerr, JR Narveson, FA Lux. . Journal of Agricultural and Food Chemistry. 1969: 1400.
- 洛克沙砷对养猪场周围环境的污染[] - 中國獸醫學報 Vol.26 No.6 (2006/11)
- 炸雞塊與砷 （页面存档备份，存于） - 自由時報
- 洛克沙生為合法動物用藥品，經各國使用證實安全無虞[永久] - 行政院農委會防檢局